# Bầu cử tổng thống Hoa Kỳ 1848
Cuộc bầu cử tổng thống Hoa Kỳ năm 1848 là cuộc bầu cử tổng thống bốn năm một lần lần thứ 16, được tổ chức vào thứ ba, ngày 7 tháng 11 năm 1848. Với hậu quả của Chiến tranh Mexico-Mỹ, tướng Zachary Taylor của Đảng Whig đã đánh bại Thượng nghị sĩ Lewis Cass của Đảng Dân chủ.
Bất chấp niềm tin và đảng phái chính trị không rõ ràng của Taylor, và sự phản đối của đảng Whig đối với Chiến tranh Mexico-Mỹ, Đại hội Quốc gia đảng Whig năm 1848 đã đề cử vị tướng nổi tiếng này thay cho những người có uy tín trong đảng như Henry Clay và Daniel Webster. Đối với ứng viên Phó Tổng thống, đảng Whig đề cử Millard Fillmore, một đảng viên đảng Whig ở New York nổi tiếng với quan điểm ôn hòa về chế độ nô lệ. Tổng thống đương nhiệm James K. Polk, một đảng viên Dân chủ, đã tôn trọng lời hứa không tái tranh cử, từ chối đề cử của đảng. Đại hội Quốc gia đảng Dân chủ năm 1848 đã từ chối đề cử cựu Tổng thống Martin Van Buren, người có ý định tái tranh cử, thay vào đó đề cử Thượng nghị sĩ Lewis Cass của Michigan. Van Buren đã rời khỏi đảng của mình để thành lập Đảng Đất tự do, đảng phản đối việc mở rộng chế độ nô lệ qua các vùng lãnh thổ.
Việc đảng Whig đề cử Zachary Taylor được đưa ra gần như vì tuyệt vọng; ông không cam kết rõ ràng với các nguyên tắc của Whig, nhưng ông nổi tiếng vì đã lãnh đạo nhiều cuộc chiến tranh. Đảng Dân chủ đã có một thời kỳ thành công vì đã giành được nhượng địa của Mexico và một phần của xứ Oregon. Gần như chắc chắn rằng họ sẽ thắng trừ khi Whig chọn Taylor. Taylor đã giành được đa số phiếu phổ thông và đa số phiếu đại cử tri, trong khi Van Buren giành được 10,1% số phiếu phổ thông, tỷ lệ khá lớn cho ứng viên từ đảng thứ ba.
Chiến thắng của Taylor khiến ông trở thành người thứ hai trong số hai đảng viên Whig thắng cử tổng thống, sau chiến thắng của William Henry Harrison trong cuộc bầu cử Tổng thống năm 1840. Giống như Harrison, Taylor đã qua đời khi tại vị, và Phó Tổng thống Fillmore kế vị ông. Trừ cuộc bầu cử năm 1864 của ứng viên Cộng hòa Abraham Lincoln trong đề cử của đảng Liên minh Quốc gia, Taylor là ứng viên gần đây nhất không phải là đảng viên Dân chủ hoặc Cộng hòa giành chiến thắng trong cuộc bầu cử tổng thống. Cuộc bầu cử lần này là cuộc bầu cử tổng thống đầu tiên diễn ra vào cùng một ngày ở mọi tiểu bang, và đây là lần đầu tiên Ngày bầu cử được tổ chức vào thứ Ba theo luật định. Đây cũng là cuộc bầu cử đầu tiên mà hai ứng cử viên nhận được phiếu đại cử tri chiến thắng số bang bằng nhau. Điều này sẽ chỉ xảy ra hai lần nữa, vào năm 1880 và năm 2020.

## Đề cử

### Đề cử của Đảng Whig
| Đề cử của Đảng Whig năm 1848            |                                           |
| Zachary Taylor                          | Millard Fillmore                          |
| cho Tổng thống                          | cho Phó Tổng thống                        |
|                                         |                                           |
| Thiếu tướng Lục quân Hoa Kỳ (1846–1849) | Tổng Kiểm toán New York thứ 9 (1848–1849) |

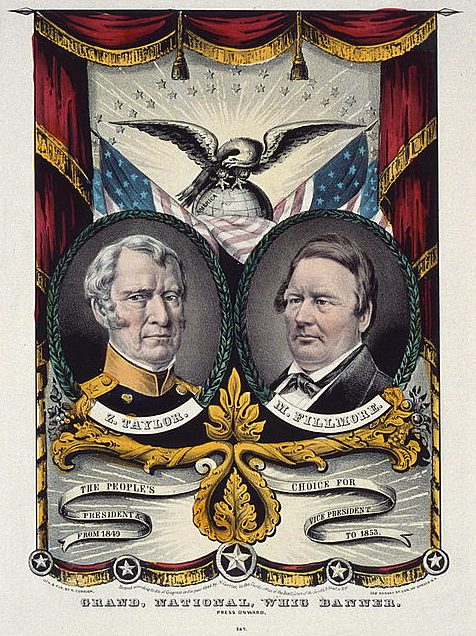
Biểu ngữ tranh cử của đảng Whig

Đảng Whig đã tổ chức đại hội toàn quốc của mình tại Philadelphia, Pennsylvania, với các đại biểu từ mọi tiểu bang, ngoại trừ Texas, mặc dù đảng Whig Texas đã uỷ quyền cho Louisiana đại diện cho họ. Henry Clay, Winfield Scott, Zachary Taylor và Daniel Webster đã tìm kiếm đề cử tổng thống và Taylor đã dẫn đầu trong mọi lá phiếu trước khi giành chiến thắng ở lá phiếu thứ tư. Sau khi Webster từ chối ứng cử Phó Tổng thống, Millard Fillmore đã nhận được đề cử phó tổng thống của đảng trong lần bỏ phiếu thứ hai sau khi đánh bại Abbott Lawrence, một chính trị gia Massachusetts có thái độ phản đối chế độ nô lệ khiến ông được mệnh danh là "Cotton Whig". Một nỗ lực đã được thực hiện để làm cho cả hai đề cử được nhất trí thông qua, nhưng nó đã không thành công do sự ủng hộ của Taylor đối với Đảng Whig bị coi là không rõ ràng. 

### Đề cử của Đảng Dân chủ
| Đề cử của Đảng Dân chủ năm 1848               |                                                        |
| Lewis Cass                                    | William O. Butler                                      |
| cho Tổng thống                                | cho Phó Tổng thống                                     |
|                                               |                                                        |
| Thượng nghị sĩ Hoa Kỳ từ Michigan (1845–1848) | Cựu Hạ nghị sĩ Hoa Kỳ từ quận 13, Kentucky (1839–1843) |

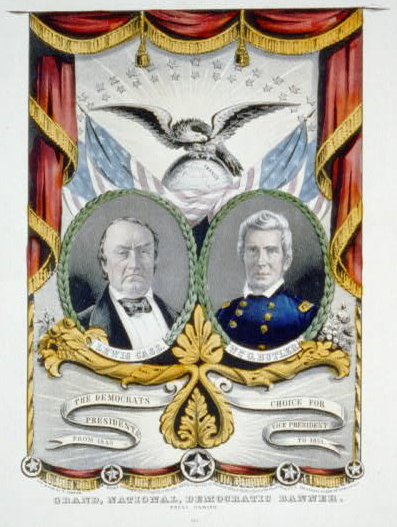
Biểu ngữ tranh cử của đảng Dân chủ

Đảng Dân chủ đã tổ chức đại hội toàn quốc của mình tại Baltimore, Maryland. Có một cuộc tranh cãi về giấy uỷ nhiệm với phái đoàn New York giữa phe Hunkers ủng hộ chế độ nô lệ và phe Barnburners phản đối chế độ nô lệ. Các đại biểu đã bỏ phiếu 126-125 để đưa cả 2 phe tham gia bỏ phiếu cho New York, nhưng phe Barnburners rời đại hội vì không đồng ý với thỏa hiệp trong khi phe Hunkers từ chối bỏ phiếu.
Sau khi Van Buren rút lui, Thượng nghị sĩ Hoa Kỳ Lewis Cass và Ngoại trưởng James Buchanan được coi là những ứng cử viên nặng ký duy nhất cho đề cử tổng thống, với một nỗ lực ủng hộ Thẩm phán Đồng nhiệm Tòa án Tối cao Levi Woodbury. Trái ngược hoàn toàn với đại hội đầy tranh cãi và kéo dài ở cuộc bầu cử trước đó, Cass đã dẫn trước với khoảng cách lớn trong cả bốn lần bỏ phiếu, chỉ bị từ chối chiến thắng vào lần thứ ba do quy tắc đại hội yêu cầu siêu đa số 2/3, trước khi chiến dịch của Buchanan và Woodbury lặng lẽ nhượng bộ đủ số đại biểu để cho phép Cass chiến thắng trong lần bỏ phiếu thứ tư. William Orlando Butler đã giành được đề cử Phó Tổng thống trong lần bỏ phiếu thứ hai chống lại John A. Quitman. 

### Đề cử của Đảng Đất tự do
| Đề cử của Đảng Đất tự do năm 1848   |                                                   |
| Martin Van Buren                    | Charles Francis Adams                             |
| cho Tổng thống                      | cho Phó Tổng thống                                |
|                                     |                                                   |
| Tổng thống Hoa Kỳ thứ 8 (1837–1841) | Cựu Thượng nghị sĩ bang Massachusetts (1844–1845) |

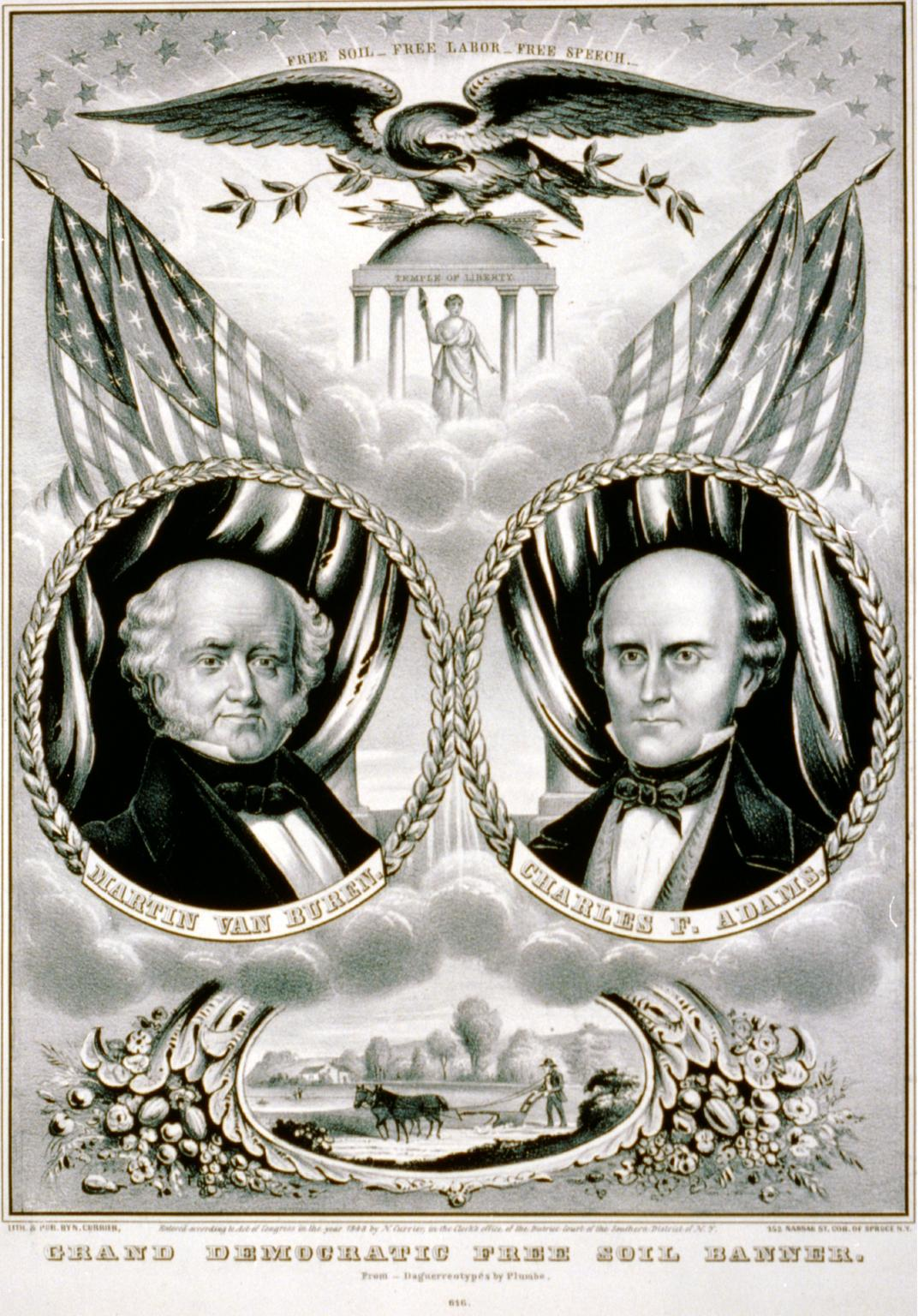
Van Buren / Adams

Các đảng viên Whig phản đối chế độ nô lệ, phe Barnburners của New York và đảng viên Tự do đã gặp nhau vào tháng 8 năm 1848 tại Buffalo, New York để thành lập một đảng chính trị mới. Barnburners đã kêu gọi thành lập một đảng chống chế độ nô lệ tại mật nghị của họ vào tháng 6, và bởi Đại hội Nhân dân của những người bạn ủng hộ lãnh thổ tự do, được tổ chức bởi Salmon P. Chase, ở Columbus, Ohio. Đại hội có sự tham gia của 165 đại biểu từ tám bang để thành lập Đảng Đất Tự do.
Van Buren đã giành được đề cử tổng thống của đảng chống lại John P. Hale trong lần bỏ phiếu đầu tiên với 244 phiếu bầu so với 181 phiếu bầu của Hale. Hale đã được Đảng Tự do đề cử vào tháng 10 năm 1847, nhưng đã rút khỏi cuộc bầu cử sau khi Đảng Đất tự do đề cử Van Buren. Charles Francis Adams Sr. đã giành chiến thắng trong đề cử Phó Tổng thống của đảng.
Van Buren biết rằng đảng viên Đất tự do không có chút cơ hội chiến thắng nào, đúng hơn là việc ứng cử của ông sẽ làm của đảng Dân chủ chia rẽ và trao chiến thắng cho đảng Whig. Cay đắng và già nua, Van Buren không quan tâm đến điều này dù cuộc sống của ông đã được xây dựng trên nền tảng của sự đoàn kết và chính quy của đảng.

### Đề cử của Đảng Tự do
Mặc dù họ đã thể hiện đáng kể trong cuộc bầu cử tổng thống trước đó, nhưng một số sự kiện nhất định sẽ âm mưu loại bỏ Đảng Tự do khỏi chính trường.
Ban đầu, đề cử tổng thống của đảng được quyết định vào mùa thu năm 1847 tại một Đại hội ở Buffalo, New York. Tại đây, Thượng nghị sĩ John P. Hale đã được đề cử làm tổng thống thay cho Gerrit Smith, anh rể của ứng cử viên Tổng thống trước đó của đảng James G. Birney. Leicester King, một cựu thẩm phán và thượng nghị sĩ bang Ohio, được đề cử cho vị trí Phó Tổng thống. Đảng viên Dân chủ chống chế độ nô lệ và đảng viên Whig bất mãn với những ứng cử viên chính thức của đảng mình, sẽ thành lập một phong trào mới với sự tham gia từ các đảng viên Tự do như John Hale và Salmon Chase để thành lập Đảng Đất tự do vào mùa hè năm đó. Tại thời điểm đó, cả Hale và King đều rút lui khỏi đề cử đảng Đất tự do do cựu Tổng thống Martin Van Buren lãnh đạo, và tuyệt đại đa số đảng viên Đảng Tự do đã theo họ tham gia đảng chính trị mới. Tuy nhiên, một số cá nhân từ chối ủng hộ Van Buren cho chức vụ tổng thống. Họ tổ chức một đại hội khác vào tháng 6 năm 1848 với tên gọi "Đảng Tự do Quốc gia." Gerrit Smith được nhất trí đề cử làm Tổng thống với Charles Foote, một mục tử tôn giáo từ Michigan, là đề cử Phó Tổng thống của ông.

### Các đề cử khác
Đảng Người Mỹ bản địa, tiền thân của Đảng Nhất Vô Sở Tri, đã tách ra khỏi Đảng Whig vào năm 1845 và nhóm họp vào tháng 9 năm 1847 tại Philadelphia, nơi họ đề cử Zachary Taylor làm Tổng thống và Henry AS Dearborn ở Massachusetts làm Phó Tổng thống. Tuy nhiên, khi Đảng Whig đề cử Taylor cho chức vụ Tổng thống với Millard Fillmore là Phó Tổng thống vào năm sau, điều này đã khiến cho đề cử của Taylor với đảng này hết hiệu lực và Đảng Người Mỹ bản địa không đưa ra được đề cử thay thế.
Đại hội Công nghiệp tổ chức tại Philadelphia vào ngày 13 tháng 6 năm 1848, đề cử Gerrit Smith, ứng cử viên của Đảng Tự do, làm ứng cử viên Tổng thống của họ, và William S. Wait của Illinois cho chức Phó Tổng thống. Cuộc họp này, lấy cảm hứng từ Hiệp hội Cải cách Quốc gia, chủ yếu tập trung vào quyền của người lao động. Nó đã thiết lập một nền tảng bao gồm các kế hoạch về giới hạn đất đai, giảm lương của công chức, bãi bỏ quân thường trực, giảm thuế quan và giảm một tuần làm việc.

## Tổng tuyển cử

### Chiến dịch
Chiến dịch đã được thực hiện mà không có nhiều sự chú ý. Cả hai đảng lớn đều không nỗ lực tập hợp dân chúng để bảo vệ nguyên tắc quan trọng nào.
Các nhà vận động tranh cử của Whig, bao gồm Abraham Lincoln và Rutherford B. Hayes, đã nêu lên sự phản đối của Taylor đối với việc Đảng Dân chủ Jackson trao nhiều chức vị cho những người ủng hộ họ. Ở miền Nam, họ nhấn mạnh rằng ông là một nô lệ từ Louisiana, trong khi ở miền Bắc, họ nhấn mạnh việc ông sẵn sàng trì hoãn trước Quốc hội về các vấn đề lớn (mà sau đó ông đã không làm).
Các đảng viên Dân chủ, như họ đã làm trong nhiều năm, phản đối ngân hàng quốc gia, thuế quan cao và trợ cấp liên bang cho các cải tiến địa phương. Các đảng viên Đất tự do đã gán cho cả hai đảng chính trên là tay sai của chế độ nô lệ, cho rằng những chủ đồn điền giàu có đã kiểm soát chương trình nghị sự của cả hai đảng, khiến những người đàn ông da trắng bình thường bị loại khỏi chính trường. Họ đã phải đánh bóng danh tiếng của Van Buren về thỏa hiệp với chế độ nô lệ.
Đảng Whig có lợi thế là những chiến thắng quân sự nổi bật của Taylor. Với việc Taylor vẫn còn mơ hồ về nhiều vấn đề, chiến dịch bị chi phối bởi nhiều các cuộc tấn công cá nhân, với Đảng Dân chủ gọi Taylor là thô tục, vô học, độc ác và tham lam; trong khi đảng Whig tấn công Cass vì sự gian dối và thiếu trung thực. Sự chia rẽ của đảng Dân chủ về chế độ nô lệ đã cho phép Taylor thống trị vùng Đông Bắc. 
Các đảng viên Đất tự do chỉ có mặt trong các lá phiếu ở 17 trong số 29 tiểu bang với số phiếu phổ thông, điều này khiến Van Buren có cơ hội đắc cử tổng thống về mặt toán học, nhưng ông không có cơ hội thực sự. Tuy nhiên, đảng này đã vận động mạnh mẽ, đặc biệt là tại các thành trì truyền thống của đảng Dân chủ ở phía đông bắc.
Trong khi một số đảng viên Đất tự do hy vọng có đủ phiếu đại cử tri để đưa cuộc bầu cử vào Hạ viện, thì bản thân Van Buren biết rằng đây là điều không tưởng và rằng điều tốt nhất mà đảng của ông có thể làm là đặt nền móng cho một cuộc bầu cử năm 1852.

#### Tác phẩm nghệ thuật của các chiến dịch năm 1848
- Ảnh minh hoạ cho "Fort Harrison March," một bài hát vận động cho chiến dịch tranh cử tổng thống của Zachary Taylor, bài hát nhắc lại chiến thắng của ông tại Cuộc vây hãm Pháo đài Harrison in 1812.Ảnh minh hoạ cho "Fort Harrison March," một bài hát vận động cho chiến dịch tranh cử tổng thống của Zachary Taylor, bài hát nhắc lại chiến thắng của ông tại Cuộc vây hãm Pháo đài Harrison in 1812.[15]
- Hoạ hình chính trị về cuộc bầu cử, có tiêu đề "Bắn súng vào gà tây Giáng Sinh"
- "Grand Presidential sweep-stakes" - hoạ hình chính trị về ba ứng cử viên chính

### Kết quả

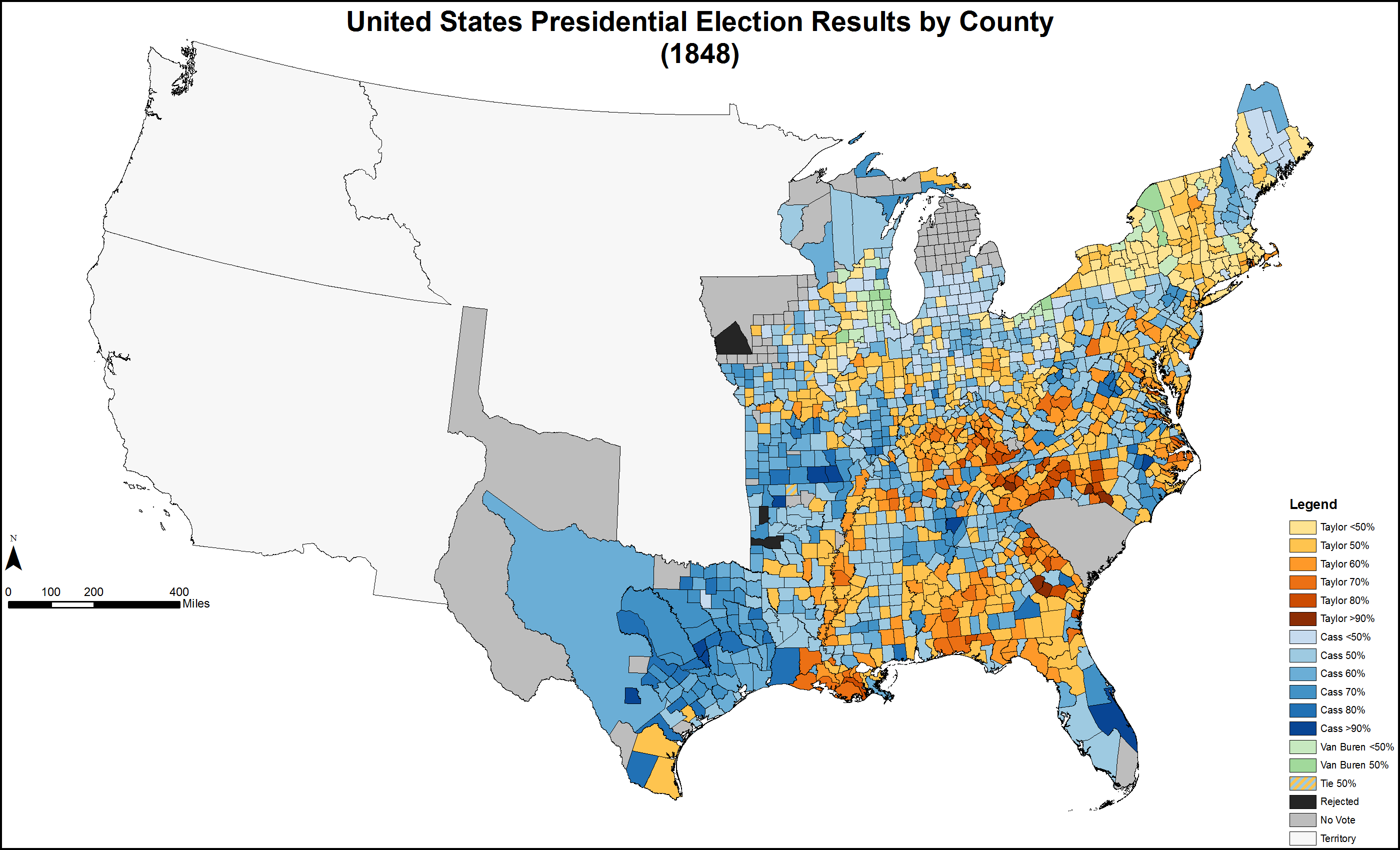
Kết quả theo quận cho biết tỷ lệ ứng cử viên chiến thắng ở mỗi quận. Vàng đậm dành cho Taylor (Whig), Xanh lam dành cho Cass (Dân chủ) và Xanh lục dành cho Van Buren (Đất tự do).

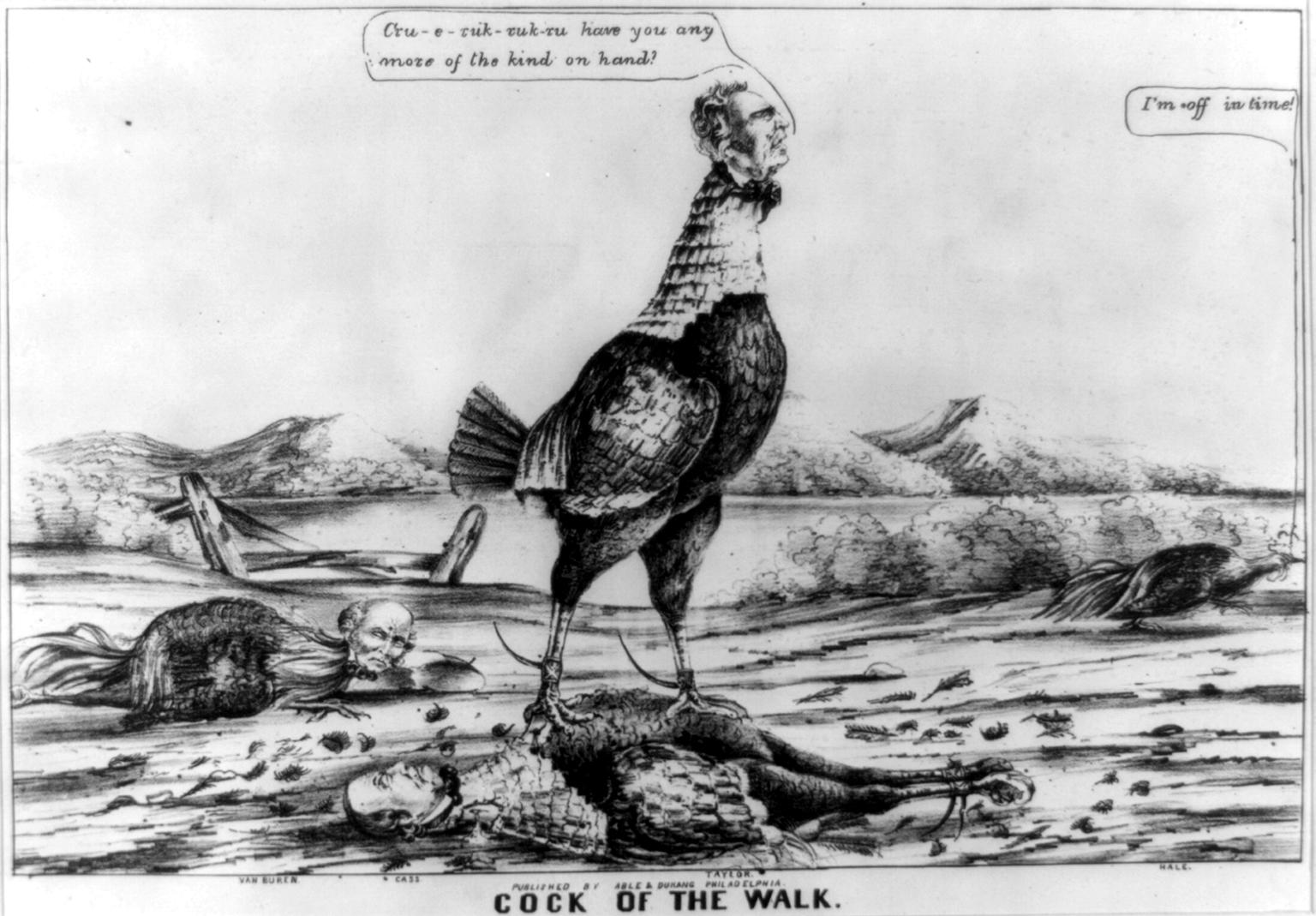
"Con gà trống của cuộc dạo chơi" - Zachary Taylor là người chiến thắng

Với Taylor là ứng cử viên của mình, đảng Whig đã giành được chiến thắng thứ hai và cuối cùng của họ trong một cuộc bầu cử Tổng thống. Taylor đã thắng đại cử tri đoàn khi chiếm được 163 trong tổng số 290 phiếu đại cử tri. Taylor bỏ xa Cass trong phiếu phổ thông với 138.000 phiếu, giành được 47% số phiếu phổ thông và được bầu làm tổng thống.
Nếu như có sự thay đổi của ít hơn 6000 phiếu cho Cass ở Georgia và Maryland sẽ khiến cử tri đoàn ở thế hòa 145-145, trong khi sự thay đổi của ít hơn 27.000 phiếu cho Van Buren ở Connecticut, Maine và Massachusetts sẽ khiến cả Taylor và Cass bị loại do không có đủ 146 phiếu đại cử tri cần thiết để giành chiến thắng, buộc phải tiến hành một cuộc bầu cử phụ tại Hạ viện.
Một nghiên cứu cho thấy rằng sức mạnh của Đất Tự do được thu hút bởi sự ủng hộ các đảng lớn là khác nhau tùy theo khu vực. Ở các bang Trung Đông Bắc, phần lớn sự ủng hộ của Đất Tự do có nguồn gốc từ cử tri của đảng Whig.
Ngược lại, ở các bang Trung Đại Tây Dương, sự ủng hộ của Đất Tự do có nguồn gốc từ cử tri của đảng Dân chủ, đặc biệt là ở New York và Bắc Pennsylvania. Đề cử Van Buren của đảng Đất Tự do đã khiến cho chiến thắng của Taylor gần như chắc chắn ở New York. Vào ngày bầu cử, Van Buren đã nhượng bộ đủ số phiếu bầu của đảng Dân chủ để trao cho đảng Whig tất cả các quận ngoại trừ hai quận của đảng Dân chủ, do đó giúp Taylor thắng ở các thành trì bất khả xâm phạm của đảng Dân chủ tại Thượng New York. Đảng Dân chủ, đối mặt với chia rẽ không thể hàn gắn ở New York, đã thua trong cuộc bầu cử.
Tại New England, phiếu bầu của đảng Dân chủ giảm 33.000 phiếu so với mức năm 1844, trong khi phiếu bầu của Đảng Whig cũng giảm 15.000 phiếu bầu. Số phiếu bầu của đảng thứ ba tăng gấp ba lần và tổng số phiếu bầu vẫn gần như đứng yên, cho thấy sức mạnh của Đất tự do trong khu vực này. Lần đầu tiên kể từ khi Đảng Whig tồn tại, Đảng Whig không giành được đa số phiếu tuyệt đối ở Massachusetts và Vermont. Ngoài ra, Đảng Dân chủ đã không giữ được đa số thông thường của họ ở Maine; do đó, chỉ có New Hampshire cho đảng Dân chủ và Rhode Island cho Whig chiến thắng với đa số rõ ràng.
Trong số 1.464 quận/thành phố độc lập có thu nhập, Cass đứng đầu với 753 (51,43%), Taylor ở 676 (46,17%) và Van Buren ở 31 (2,12%). Bốn quận (0,27%) ở miền Tây chia đều cho Taylor và Cass. Đây là lần đầu tiên trong Hệ thống Đảng thứ hai mà đảng chiến thắng không giành được đa số các quận cũng như số phiếu phổ thông.
Cuộc bầu cử đôi khi được mô tả là "một cuộc thi không có vấn đề", vì cả hai ứng cử viên đảng lớn đều tìm cách tránh xa các chủ đề gây chia rẽ. Nhà sử học George Pierce Garrison đã châm biếm rằng "thực tế điều duy nhất Whig có thể quyết định là 'phong' một vị tướng Whig làm Tổng thống bởi vì ông ta giành nhiều chiến thắng trong cuộc chiến do đảng Dân chủ khởi xướng." 
Đây là cuộc bầu cử cuối cùng mà Connecticut, Delaware, Florida, Georgia, Louisiana, Maryland, New Jersey, New York, North Carolina, Pennsylvania và Rhode Island bỏ phiếu cho đảng Whig. Đây cũng là lần cuối cùng Georgia bỏ phiếu chống lại Đảng Dân chủ cho đến năm 1964, lần cuối cùng Delaware và Louisiana làm như vậy cho đến năm 1872, và lần cuối cùng Florida và North Carolina làm như vậy cho đến năm 1868.
| Ứng cử viên tổng thống         | Đảng                           | Bang nhà                       | Phiếu phổ thông (a)            | Phiếu phổ thông (a)            | Phiếu Đại cử tri | Đồng tranh cử              | Đồng tranh cử | Đồng tranh cử    |
| Ứng cử viên tổng thống         | Đảng                           | Bang nhà                       | Số phiếu                       | %                              | Phiếu Đại cử tri | Ứng cử viên phó tổng thống | Bang nhà      | Phiếu Đại cử tri |
| ------------------------------ | ------------------------------ | ------------------------------ | ------------------------------ | ------------------------------ | ---------------- | -------------------------- | ------------- | ---------------- |
| Zachary Taylor                 | Whig                           | Louisiana                      | 1.361.393                      | 47,28%                         | 163              | Millard Fillmore           | New York      | 163              |
| Lewis Cass                     | Dân chủ                        | Michigan                       | 1.223.460                      | 42,49%                         | 127              | William Orlando Butler     | Kentucky      | 127              |
| Martin Van Buren               | Đất Tự do                      | New York                       | 291.501                        | 10,12%                         | 0                | Charles Francis Adams Sr.  | Massachusetts | 0                |
| Gerrit Smith                   | Tự do                          | New York                       | 2,545                          | 0,09%                          | 0                | Charles C. Foote           | Michigan      | 0                |
| Khác                           | Khác                           | Khác                           | 285                            | 0,01%                          | -                | Khác                       | Khác          | -                |
| Tổng cộng                      | Tổng cộng                      | Tổng cộng                      | 2,879,184                      | 100%                           | 290              |                            |               | 290              |
| Cần thiết để giành chiến thắng | Cần thiết để giành chiến thắng | Cần thiết để giành chiến thắng | Cần thiết để giành chiến thắng | Cần thiết để giành chiến thắng | 146              |                            |               | 146              |

(a) Các số liệu phổ thông đầu phiếu loại trừ Nam Carolina, nơi các Đại cử tri được cơ quan lập pháp tiểu bang chọn thay vì phổ thông đầu phiếu.
| \| Phiếu Phổ thông \| Phiếu Phổ thông \| Phiếu Phổ thông \| Phiếu Phổ thông \| Phiếu Phổ thông \| \| --------------- \| --------------- \| --------------- \| --------------- \| --------------- \| \| \| \| \| \| \| \| Taylor \| Taylor \| \| 47.28% \| 47.28% \| \| Cass \| Cass \| \| 42.49% \| 42.49% \| \| Van Buren \| Van Buren \| \| 10.12% \| 10.12% \| \| Others \| Others \| \| 0.11% \| 0.11% \| |           |  |        |        |
| Phiếu Phổ thông |           |  |        |        |
| |           |  |        |        |
| Taylor | Taylor    |  | 47.28% | 47.28% |
| Cass | Cass      |  | 42.49% | 42.49% |
| Van Buren | Van Buren |  | 10.12% | 10.12% |
| Others | Others    |  | 0.11%  | 0.11%  |

| \| Phiếu Đại cử tri \| Phiếu Đại cử tri \| Phiếu Đại cử tri \| Phiếu Đại cử tri \| Phiếu Đại cử tri \| \| ---------------- \| ---------------- \| ---------------- \| ---------------- \| ---------------- \| \| \| \| \| \| \| \| Taylor \| Taylor \| \| 56.21% \| 56.21% \| \| Cass \| Cass \| \| 43.79% \| 43.79% \| |        |  |        |        |
| Phiếu Đại cử tri |        |  |        |        |
| |        |  |        |        |
| Taylor | Taylor |  | 56.21% | 56.21% |
| Cass | Cass   |  | 43.79% | 43.79% |

### Thư viện

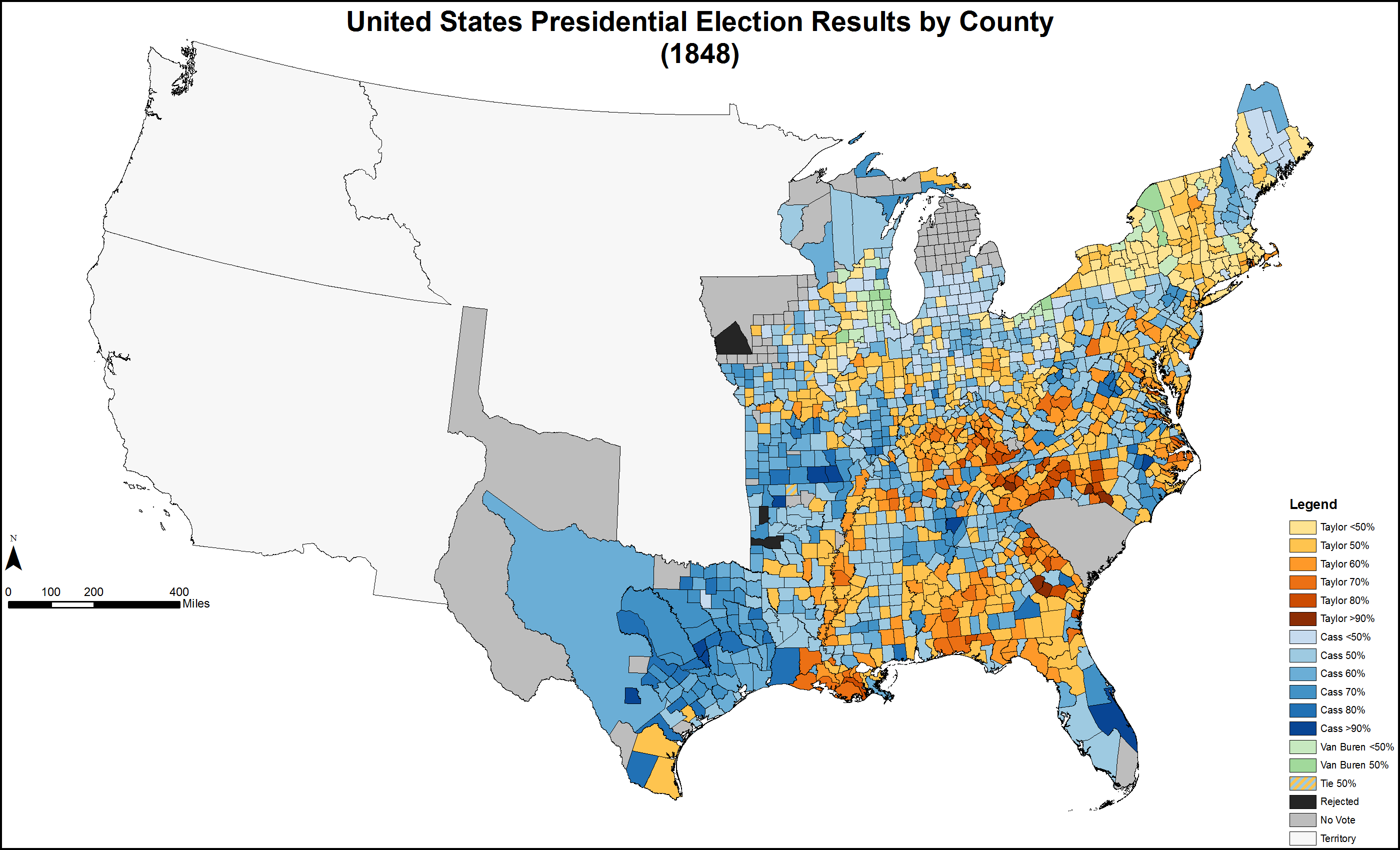
Kết quả theo quận, được tô sắc theo tỷ lệ phiếu bầu của ứng cử viên chiến thắng
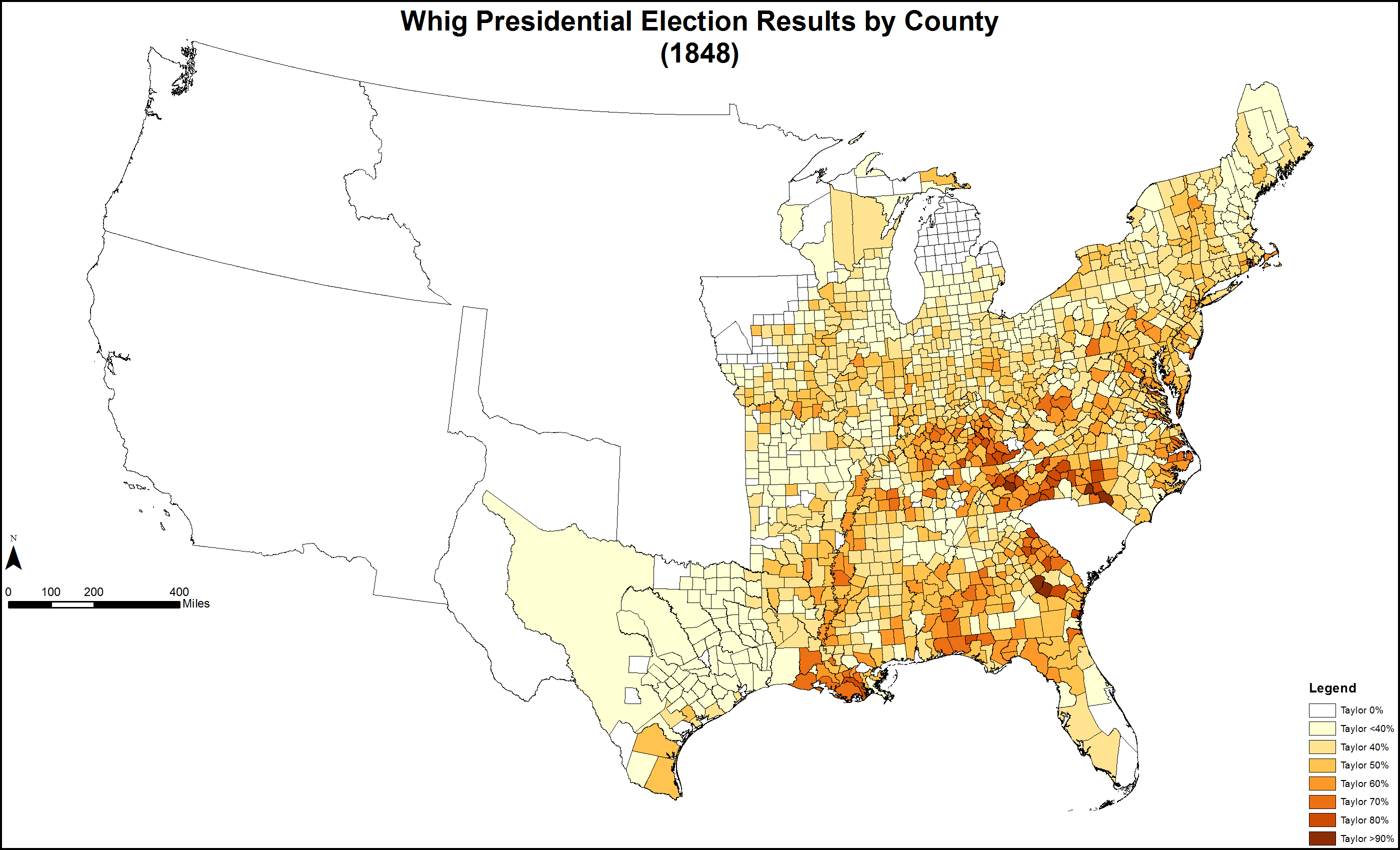
Kết quả theo quận, được tô sắc theo phần trăm phiếu bầu cho Taylor
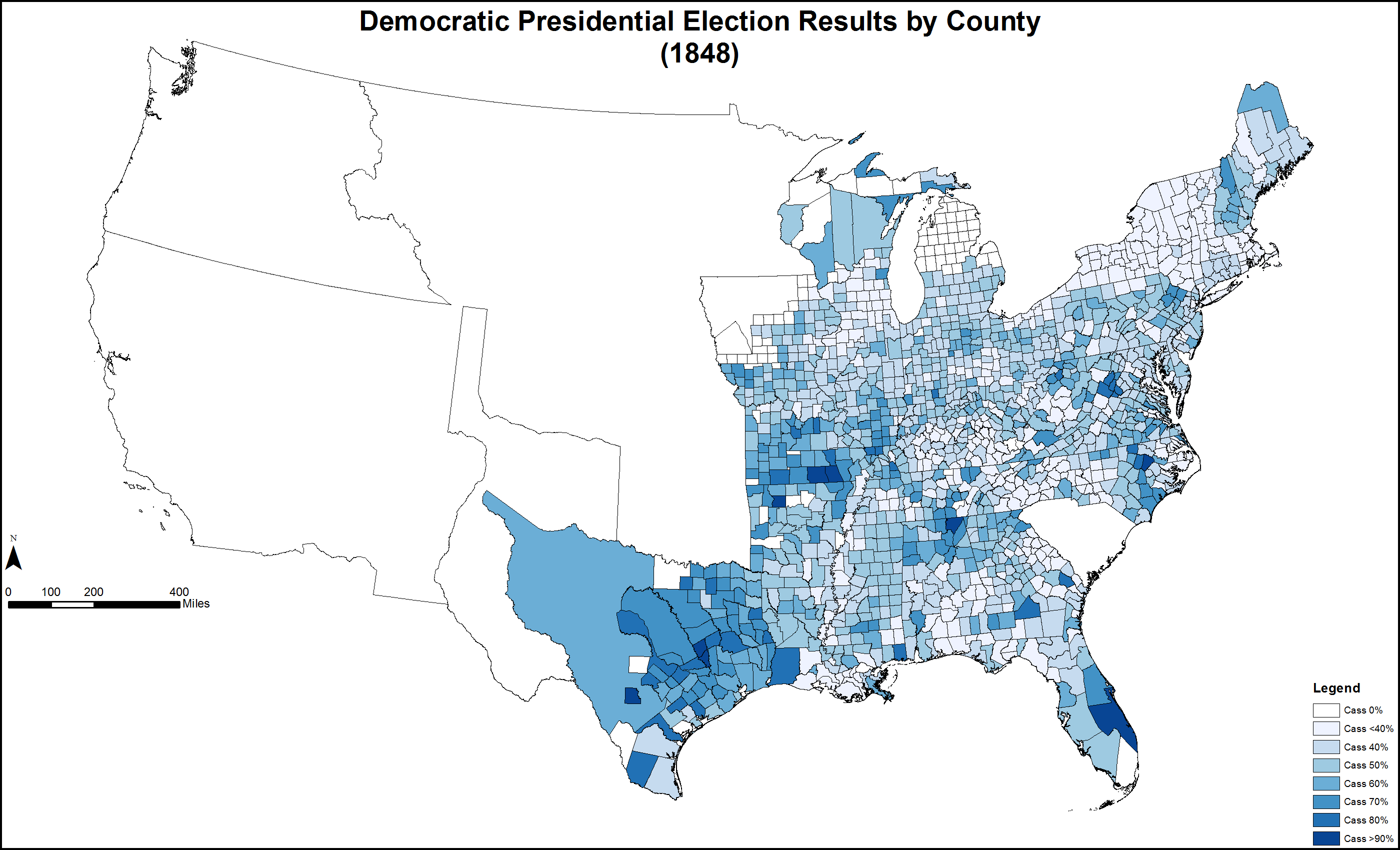
Kết quả theo quận, được tô sắc theo phần trăm phiếu bầu cho Cass
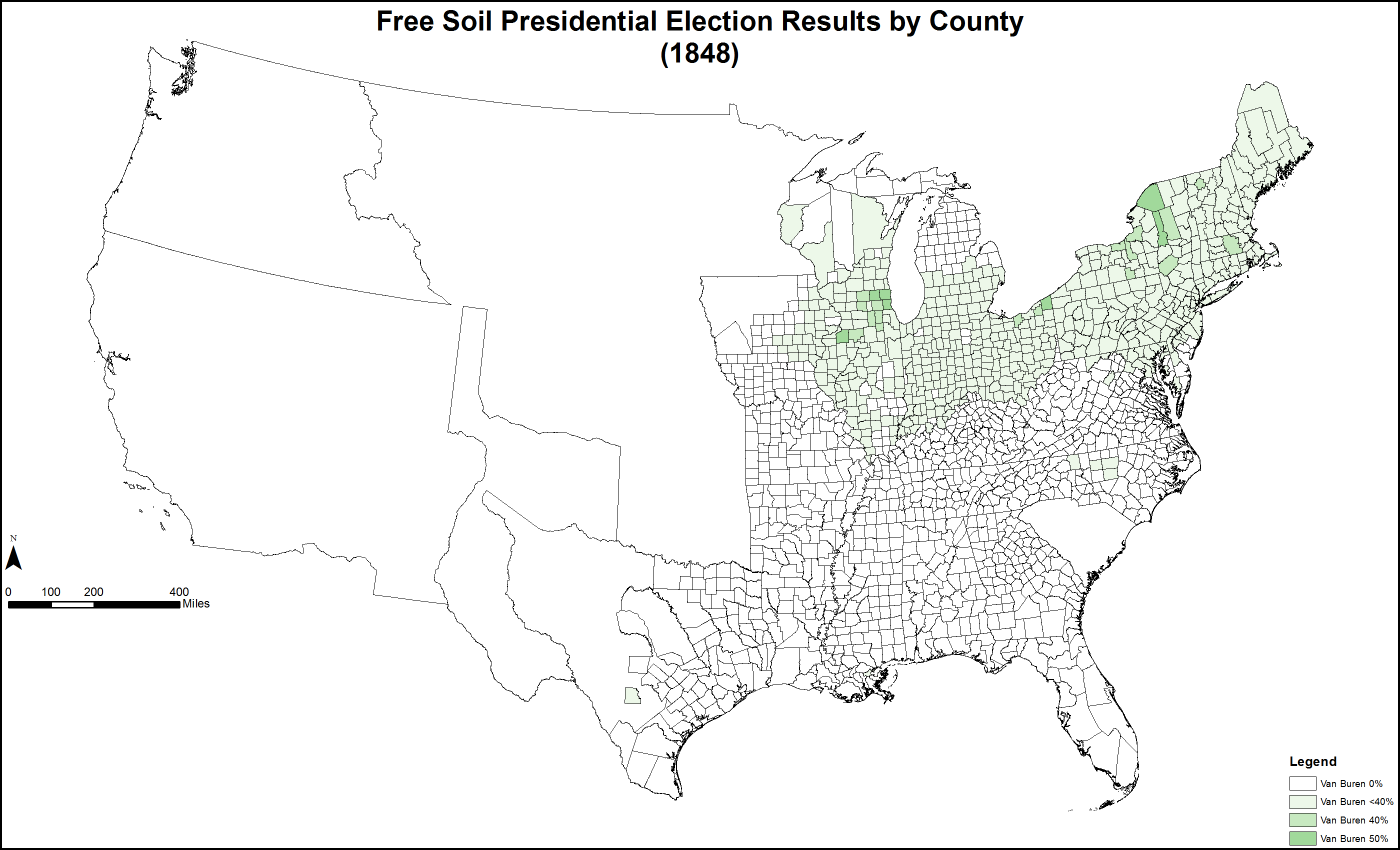
Kết quả theo quận, được tô sắc theo phần trăm phiếu bầu cho Van Buren
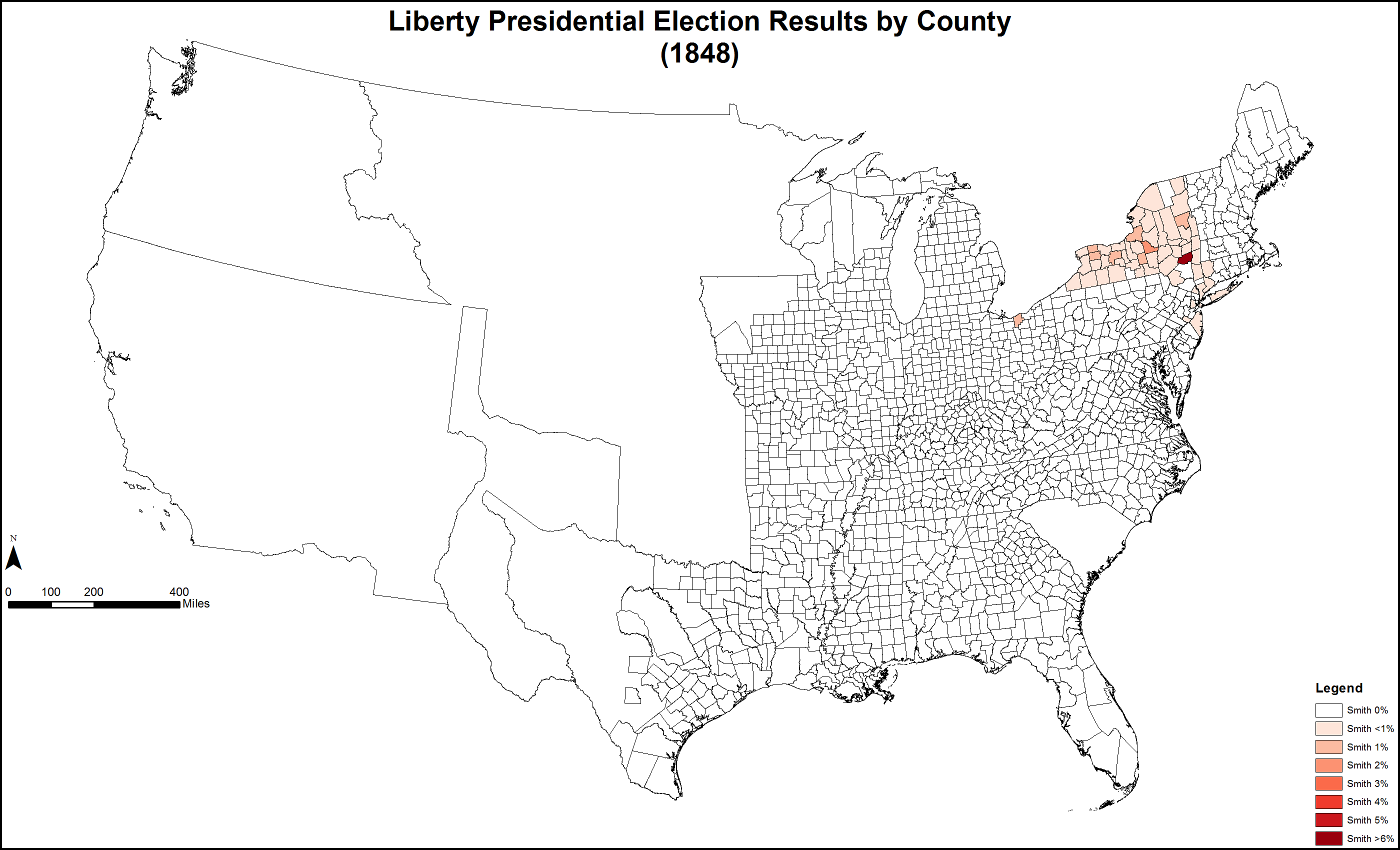
Kết quả theo quận, được tô sắc theo phần trăm phiếu bầu cho Smith
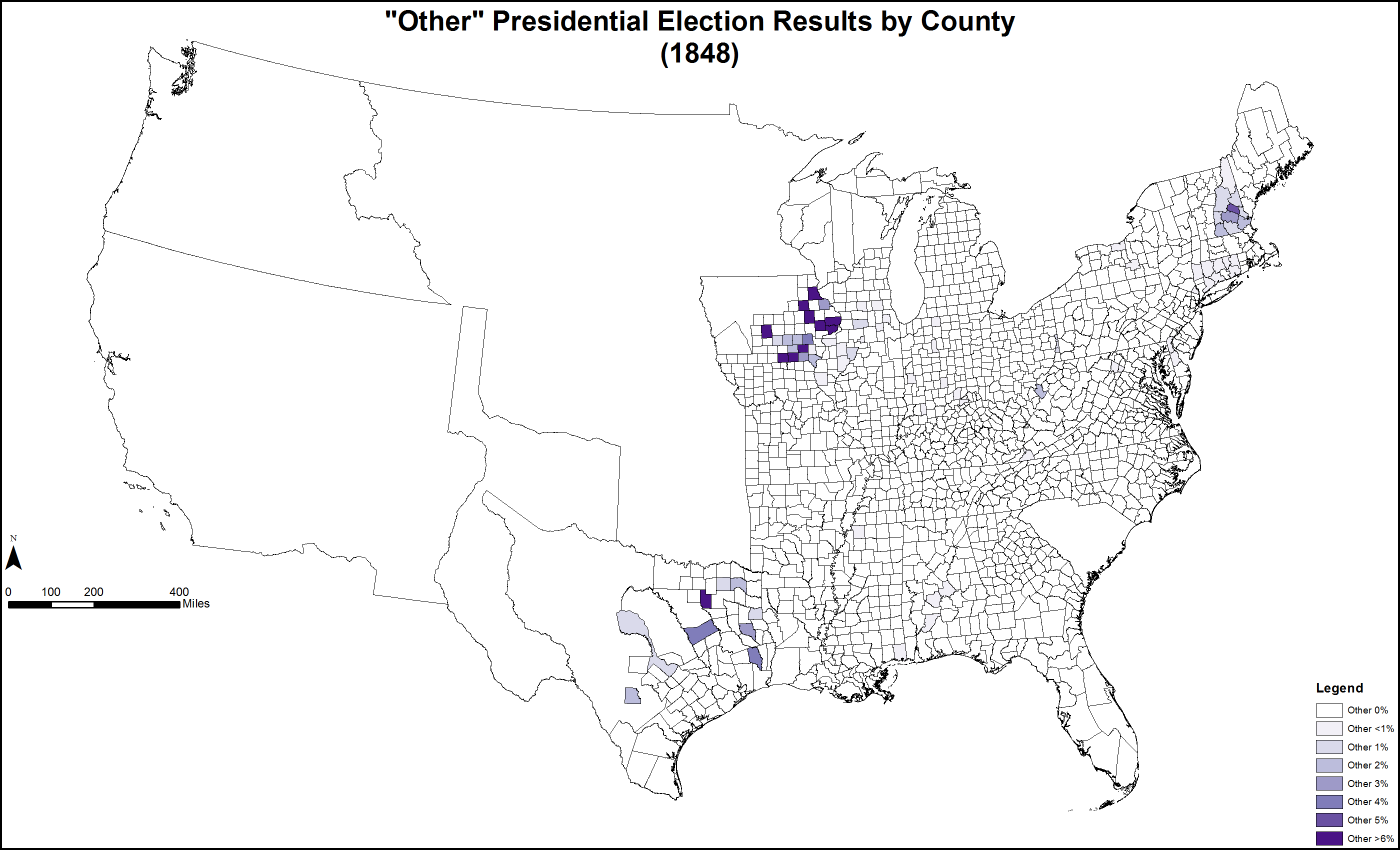
Kết quả theo quận, được tô sắc theo phần trăm phiếu bầu cho các ứng củ viên khác
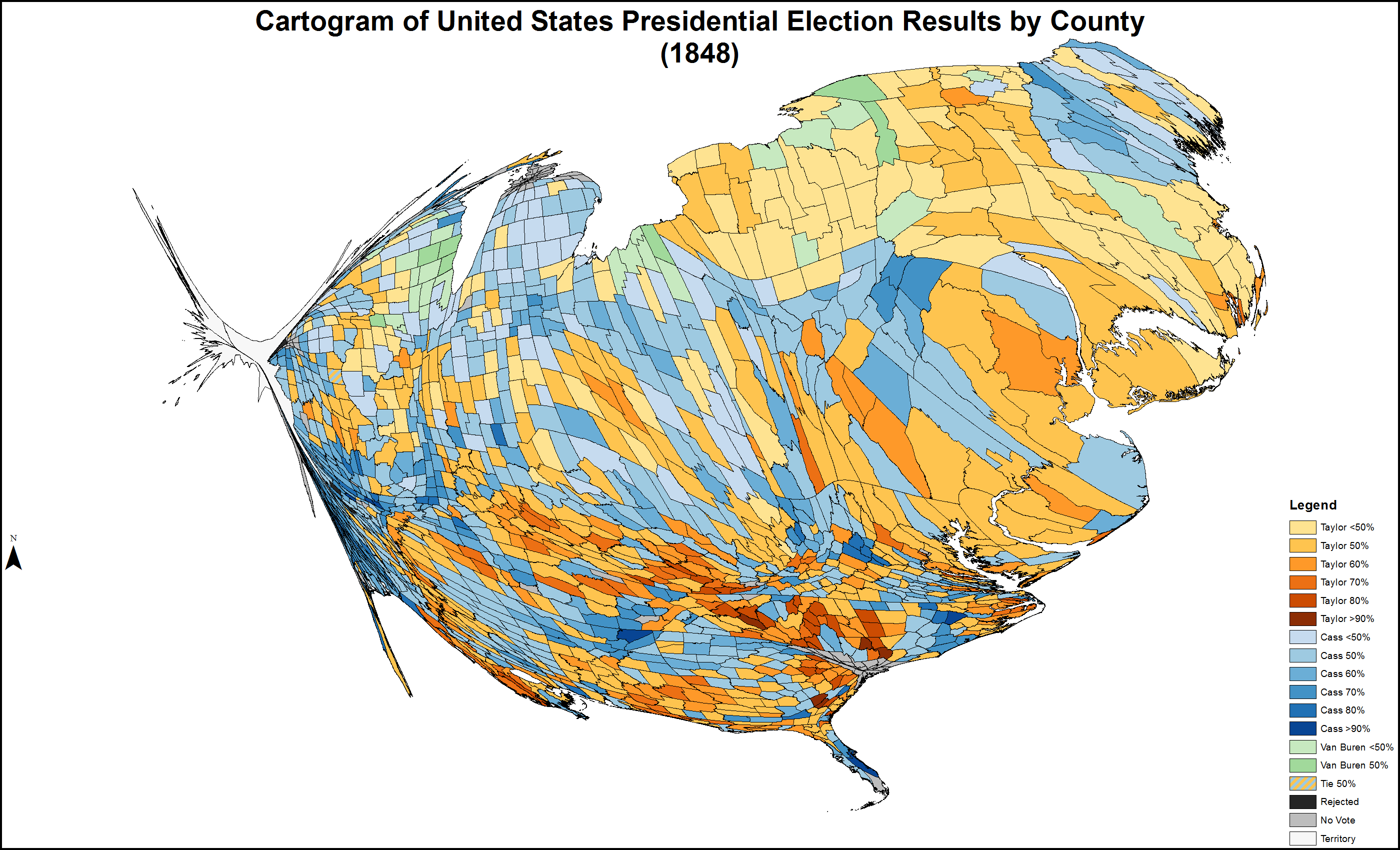
Biểu đồ Cartogram biểu thị kết quả theo quận, được tô sắc theo tỷ lệ phiếu bầu của ứng cử viên chiến thắng
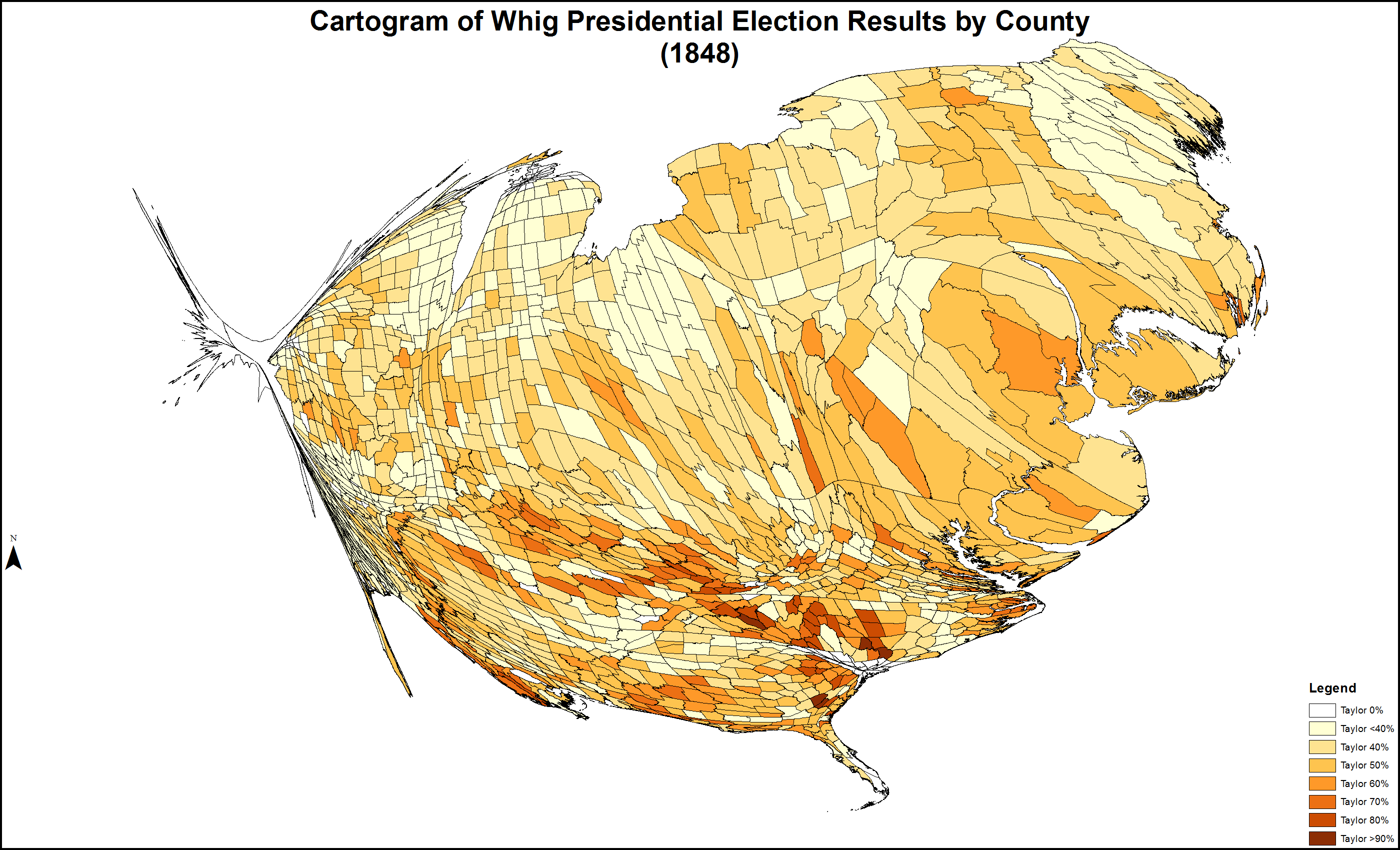
Biểu đồ Cartogram biểu thị kết quả theo quận, được tô sắc theo phần trăm phiếu bầu cho Taylor
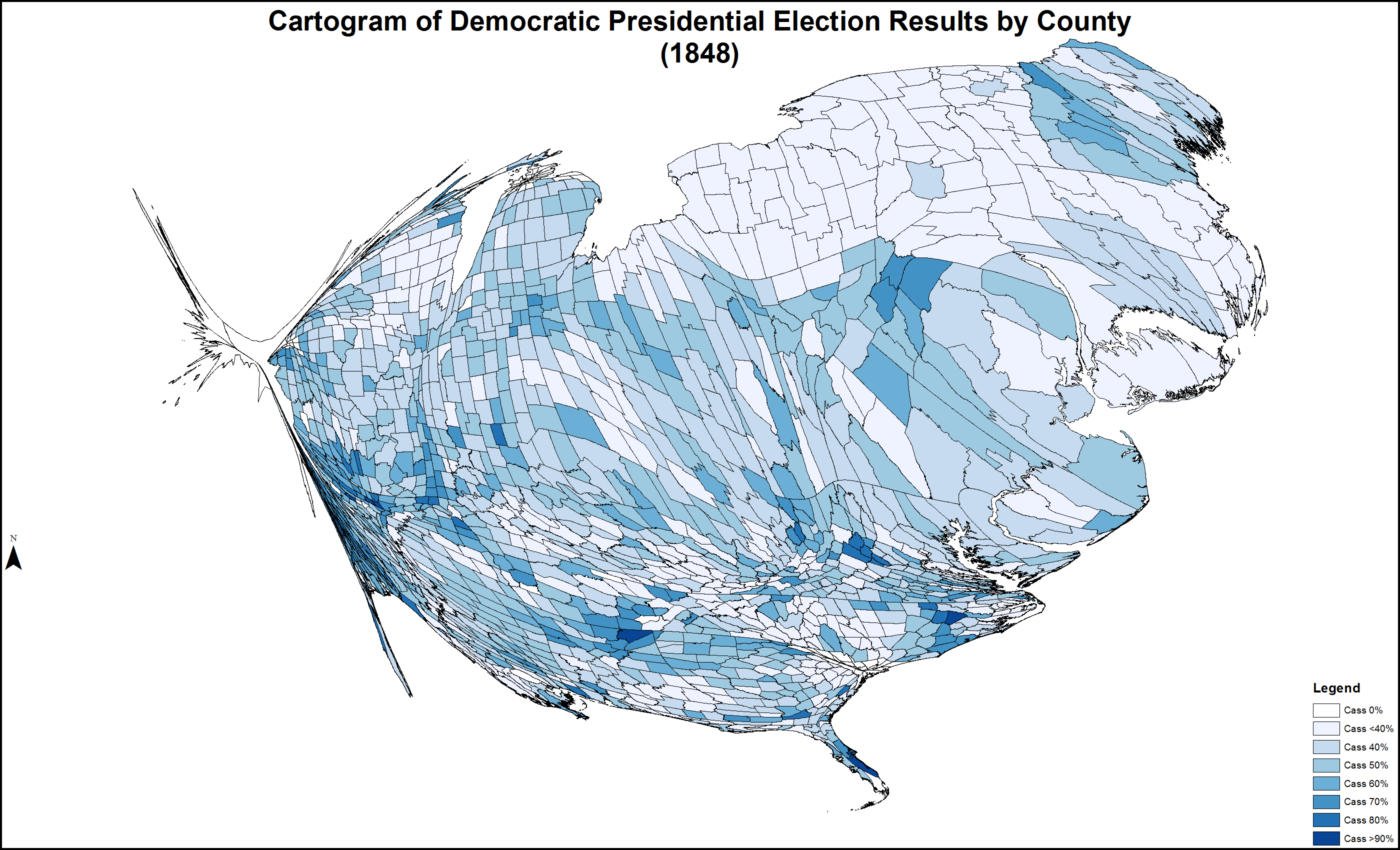
Biểu đồ Cartogram biểu thị kết quả theo quận, được tô sắc theo phần trăm phiếu bầu cho Cass
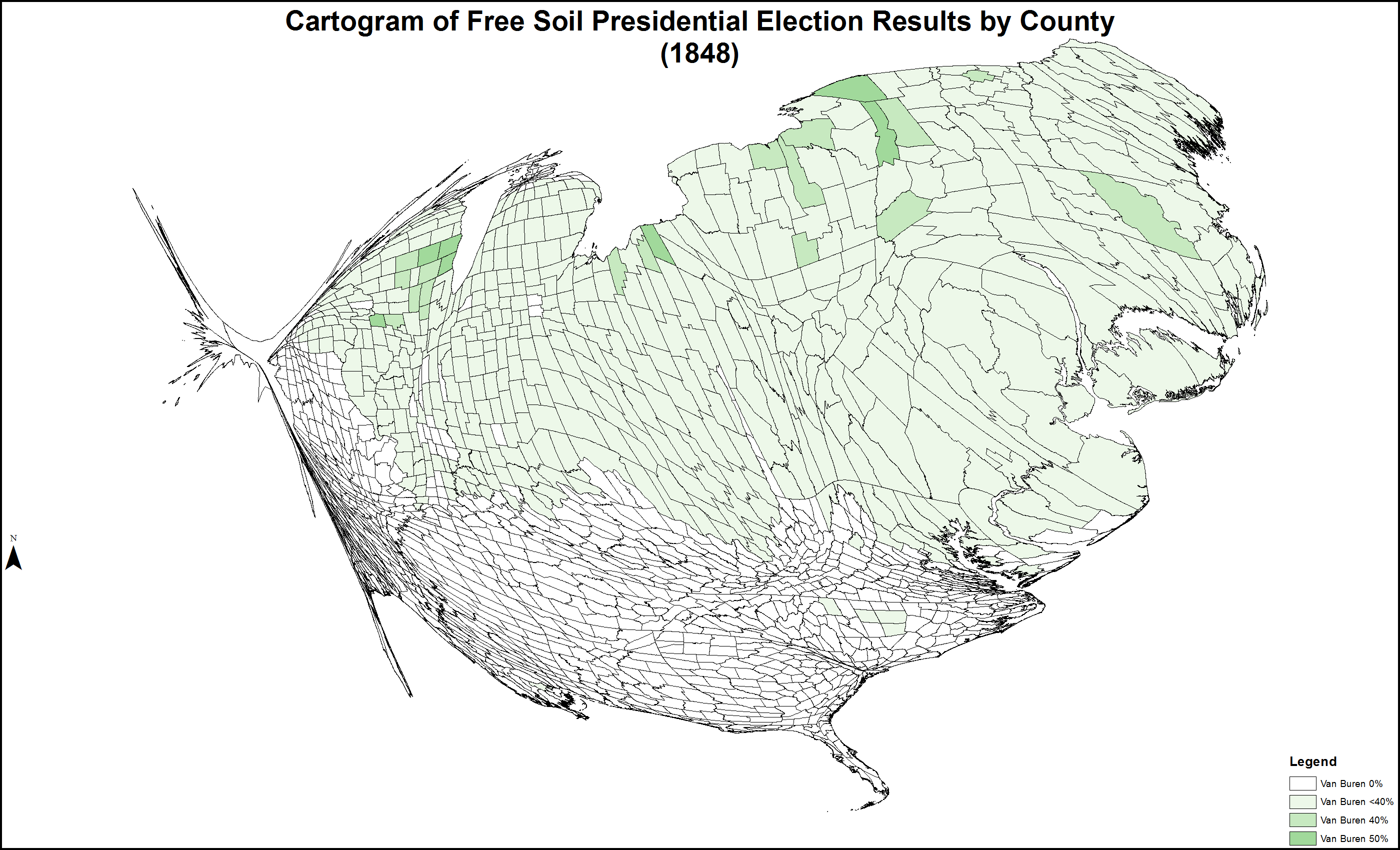
Biểu đồ Cartogram biểu thị kết quả theo quận, được tô sắc theo phần trăm phiếu bầu cho Van Buren
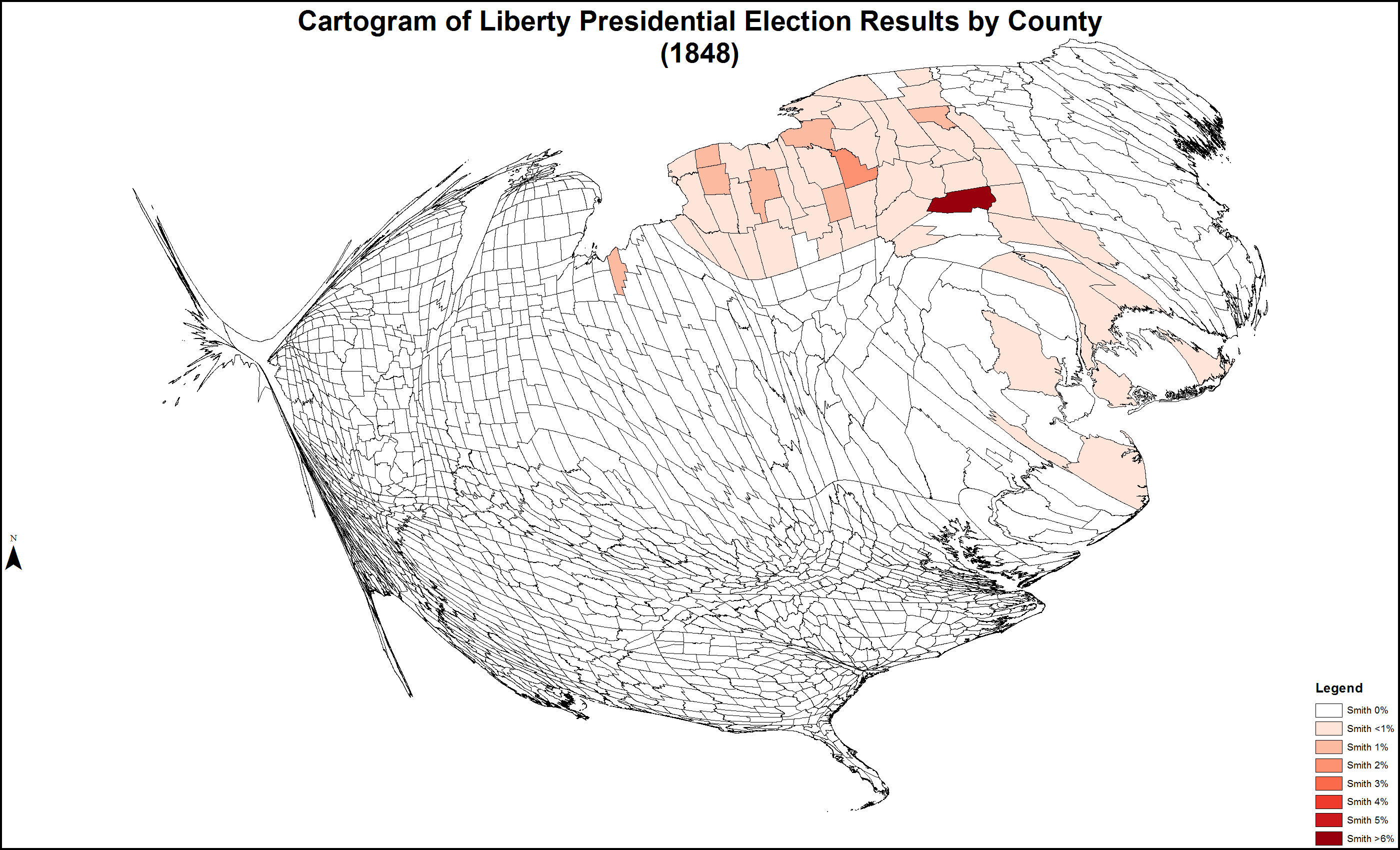
Biểu đồ Cartogram biểu thị kết quả theo quận, được tô sắc theo phần trăm phiếu bầu cho Smith
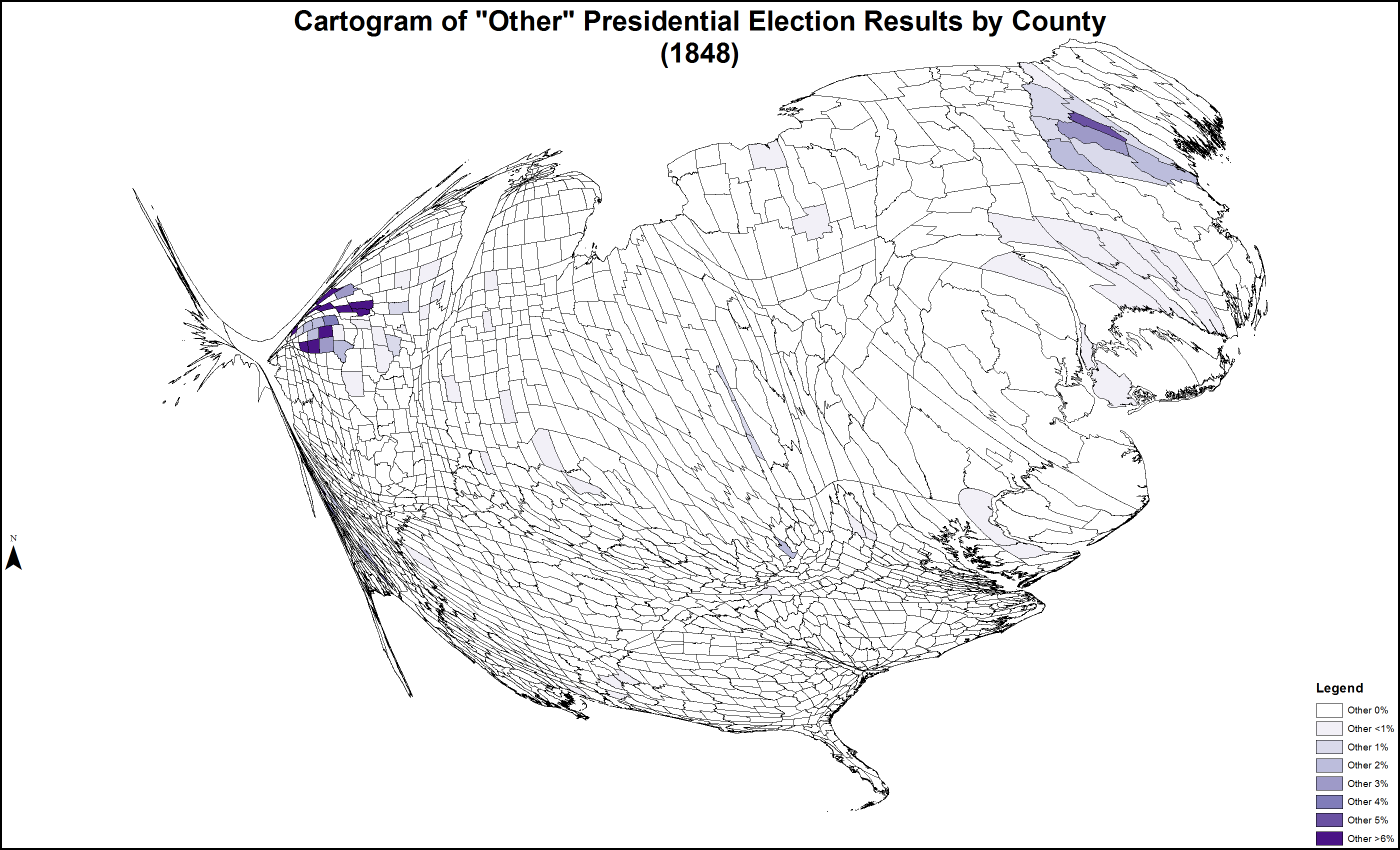
Biểu đồ Cartogram biểu thị kết quả theo quận, được tô sắc theo phần trăm phiếu bầu cho các ứng củ viên khác

## Lựa chọn cử tri đoàn
| Phương pháp lựa chọn đại cử tri                       | Bang sử dụng             |
| ----------------------------------------------------- | ------------------------ |
| Mỗi đại cử tri do cơ quan lập pháp tiểu bang bổ nhiệm | Nam Carolina             |
| Mỗi đại cử tri do cử tri trên toàn tiểu bang lựa chọn | (tất cả các Bang khác) * |

*Luật Massachusetts quy định rằng cơ quan lập pháp tiểu bang sẽ chọn các Đại cử tri nếu không có danh sách đề cử Đại cử tri nào chiếm đa số phiếu trên toàn tiểu bang. Năm 1848, quy định này được kích hoạt và cơ quan lập pháp cuối cùng đã chọn đại cử tri để bầu cho Taylor.